# کورتیس تاون (هاوایی)
کورتیس تاون (به انگلیسی: Kurtistown) یک منطقهٔ مسکونی در ایالات متحده آمریکا است که در شهرستان هاوایی، هاوایی واقع شده‌است. کورتیس تاون ۱۵٫۴ کیلومتر مربع مساحت و ۱٬۲۹۸ نفر جمعیت دارد و ۱۹۳ متر بالاتر از سطح دریا واقع شده‌است.